# Ceraphron cursor
Ceraphron cursor är en stekelart som beskrevs av Jean-Jacques Kieffer 1907. Ceraphron cursor ingår i släktet Ceraphron och familjen pysslingsteklar. Inga underarter finns listade i Catalogue of Life.